# Brian Deane
Pour les articles homonymes, voir Deane.
Brian Deane, né le 7 février 1968 à Leeds (Angleterre), est un footballeur anglais, qui évoluait au poste d'attaquant à Sheffield United et en équipe d'Angleterre.
Deane n'a marqué aucun but lors de ses trois sélections avec l'équipe d'Angleterre entre 1991 et 1992.
Il est notamment connu pour avoir marqué le premier but de l’histoire de la Premier League , le 15 août 1992, avec Sheffield United contre Manchester United .

## Palmarès

### En équipe nationale
- 3 sélections et 0 but avec l'équipe d'Angleterre en 1991 et 1992.

### Avec Sheffield United
- Vice-Champion du Championnat d'Angleterre de football D2 en 1990.
- Vice-Champion du Championnat d'Angleterre de football D3 en 1989.

### Avec Leeds United
- Finaliste de la Coupe de la ligue anglaise de football en 1996.

### Avec Leicester City
- Vice-Champion du Championnat d'Angleterre de football D2 en 2003.

## Parcours d'entraîneur
- jan. 2013-déc. 2014 :  Sarpsborg 08 FF